# Dead Cities
Dead Cities (в пер. с англ.  «Мёртвые города») — студийный альбом электронного дуэта The Future Sound of London, вышедший в 1996 году.

## Обзор
Хотя Dead Cities и не содержит лирики, заслуживающей упоминания, большая часть 1-й половины альбома (за исключением «Her Face Forms In Summertime») тёмная и наполнена нужным образом построенной враждебностью. Композиции сочетают в себе искусственные звуки и семплы чтобы создать апокалиптическую, безысходную атмосферу. 2-я половина диска скорее больше расслабляющая, в ней FSOL смешивают темноту со своей теперь уже куда более сложной, эмбиентной техникой для того чтобы создать необычную, миролюбивую, но захватывающую атмосферу.
Иллюстрации к альбому состоят из трёхмерной графики, фотографий и письма, дополняющих темы альбома. Все они в основном были созданы музыкантами, а позднее и  соавтором, художником Багги Рипхедом (англ. Buggy G. Riphead), настоящее имя которого Марк Макклин (англ. Mark McClean). Ограниченный тираж издания содержит 196-страничную брошюру, в которой содержатся дополнительные иллюстрации и письмо в подобном стиле.
Девочку, похожую на ведьму, которую можно увидеть на иллюстрации к данному альбому, а также на иллюстрациях к альбомам Lifeforms, ISDN и синглу Lifeforms зовут Sheuneen Ta. До последнего времени она играла в женской сборной Arsenal в возрастной группе до 21 года.
Композиции «My Kingdom» и «We Have Explosive» были выпущены отдельными синглами. Клип на «My Kingdom» был снят совместными усилиями с тем же художником, а «We Have Explosive» снял художник-мультипликатор Ран Рэйк (англ. Run Wrake).

## Список композиций
Хотя на диске находится 13 дорожек, список композиций на обороте коробки неоднозначен, так как в нём перечисляются 15 названий, части которых не присвоены номера. Наиболее часто встречающийся список, подтверждённый промоизданием, таков:
1. «Herd Killing» — 2:37
2. «Dead Cities» — 6:37
3. «Her Face Forms in Summertime» — 5:38
4. «We Have Explosive» — 6:19
5. «Everyone in the World Is Doing Something Without Me» — 4:10
6. «My Kingdom» — 5:47
7. «Max» — 2:48
8. «Antique Toy» — 5:43
9. — 6:57
  - «Quagmire» — 5:13
  - «In a State of Permanent Abyss» — 1:44
10. «Glass» — 5:38
11. «Yage» — 7:32
12. — 5:32
  - «Vit Drowning» — 4:48
  - «Through Your Gills I Breathe» — 0:44
13. — 4:46
  - «First Death in the Family» — 2:18
  - тишина — 1:00
  - «Dead Cities Reprise» (скрытая композиция Headstone Lane) — 1:28

## Семплы
- Композиция 1 — «Herd Killing» — является ремиксом на композицию 4, которая на сингле озаглавлена как «We Have Explosive (Herd Killing mix)». Обе они содержат несколько семплов из альбома Tougher Than Leather группы Run DMC.
- В самом начале композиции 2 — «Dead Cities» — слышен голос Лоренса Фишберна из фильма Под прикрытием, произносящий фразу: "I had killed a man... a man who looked like me" (в пер. с англ.  «Я убил человека... Человека похожего на меня»).
- Композиция 4 — «We Have Explosive» — была использована в игре WipEout 2097 на консоли PlayStation.
- В композиции 6 — «My Kingdom» — следующие семплы являются чуть ли не основной мелодией:
  - вокальный семпл из композиции «Rachael's Song» (также известной как «Rachel's Song») в исполнении Вангелиса из фильма Бегущий по лезвию;
  - семпл из вступления к песне «Cockeye's Song», изменённые семплы мелодии флейты пана, на которой играл Георг Замфир в песнях «Cockeye's Song» и «Childhood Memories». Все они позаимствованы из саундтрека сочинённого Эннио Морриконе для фильма Однажды в Америке;
  - семпл гитары взят из альбома Pungent Effulgent Ozric Tentacles.
- Заголовок композиции 11 — «Yage» — был одним из ранних псевдонимов FSOL, и до сих пор является их псевдонимом в качестве звукорежиссёров.
- Заголовок композиции 12 — «Vit Drowning» — имеет отношение к «Vit» — владельцу китайского ресторана — другу музыкантов. Его лицо можно увидеть на обложке сингла Far-Out Son Of Lung And The Ramblings Of A Madman, он также появляется в клипах «Teachings From The Electronic Brain II» и «My Kingdom».[5]

## Чарты

### Альбом
| Год  | Чарт            | Место |
| ---- | --------------- | ----- |
| 1996 | UK Albums Chart | 22    |

### Синглы
| Год  | Сингл             | Чарт             | Место |
| ---- | ----------------- | ---------------- | ----- |
| 1996 | My Kingdom        | UK Singles Chart | 13    |
| 1997 | We Have Explosive | UK Singles Chart | 12    |